# 李参 (东汉)
李參（？年—？年），疑字相如，據《太尉劉寬碑陰》載疑為并州太原郡人。東漢末年任隴西郡太守，後投降叛軍首領韓遂攻殺涼州刺史耿鄙。

## 生平
李參本為涼州隴西郡太守。漢靈帝中平元年(西元184年)邊章、韓遂等在涼州造反，東漢名將皇甫嵩奉命征討時向朝廷建議徵調烏桓軍三千人前往助陣。時任北軍中侯的鄒靖則是以烏桓戰力過弱為由否決改由徵調鮮卑軍前去平變，大將軍掾韓卓贊同鄒靖建議，不過車騎將軍掾應劭否決鄒、韓的言論認為隴西太守李參「沉靜有謀」能給予獎勵而使當地人死力相助。而後兩人爭辯，朝中重臣大部分皆認為應劭所言有理，於是漢靈帝劉宏採應劭的建議。後韓遂叛軍攻破隴西，李參投降韓遂並一同殺害涼州刺史耿鄙。

## 評價
應劭：「(隴西)太守李參沈靜有謀，必能獎厲得其死力。」